# Mark Whitaker Izard

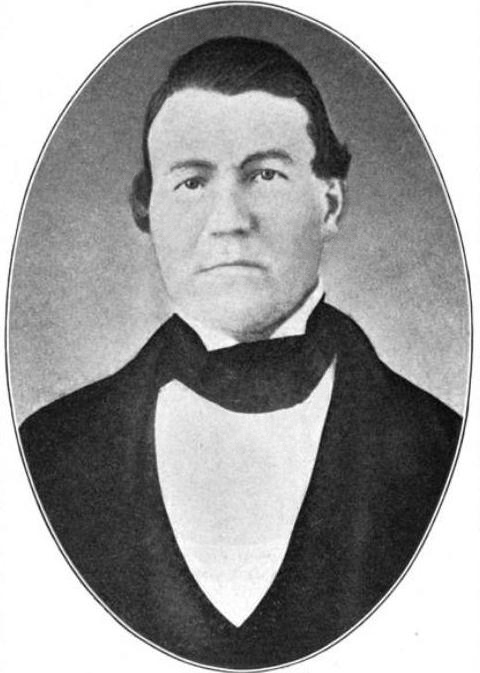
Mark Whitaker Izard

Mark Whitaker Izard (* 25. Dezember 1799 in Lexington, Kentucky; † 1866) war ein US-amerikanischer Politiker. Er war zwischen 1855 und 1857 Gouverneur des Nebraska-Territoriums.

## Werdegang
Mark Izard machte zunächst in Arkansas Karriere. Dort gehörte er sowohl dem Repräsentantenhaus als auch dem Staatssenat an. Im Repräsentantenhaus von Arkansas fungierte er im Jahr 1848 kurzzeitig als Speaker. Im Jahr 1836 war er Mitglied der verfassungsgebenden Versammlung von Arkansas.
Nach dem Tod des ersten Gouverneurs des Nebraska-Territoriums, Francis Burt, der im Oktober 1854 nur zwei Tage amtiert hatte, wurde Staatssekretär Thomas B. Cuming sein Nachfolger. Er musste das Amt verwalten, bis US-Präsident Franklin Pierce die Stelle neu besetzte. Der Präsident entschied sich für Mark Izard, der dann zwischen 1855 und 1857 dieses Amt ausübte. Mit der Ankunft des neuen Gouverneurs wurde Cuming wieder Staatssekretär. Als Gouverneur residierte Izard in der Hauptstadt Omaha. Der Status der Hauptstadt war aber zwischen Omaha und Bellevue heftig umstritten. Im Jahr 1857 trat Izard dann von seinem Amt zurück, Staatssekretär Cuming musste erneut als Interimsgouverneur amtieren. Mark Izard verstarb im Jahr 1866 und wurde in Omaha beigesetzt.